# Sarracenia psittacina
Sarracenia psittacina är en flugtrumpetväxtart som beskrevs av André Michaux. Sarracenia psittacina ingår i släktet flugtrumpeter, och familjen flugtrumpetväxter. IUCN kategoriserar arten globalt som livskraftig. Inga underarter finns listade i Catalogue of Life.

## Bildgalleri

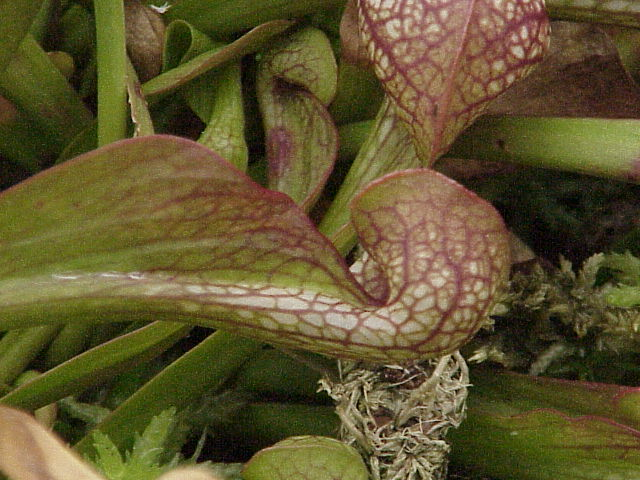
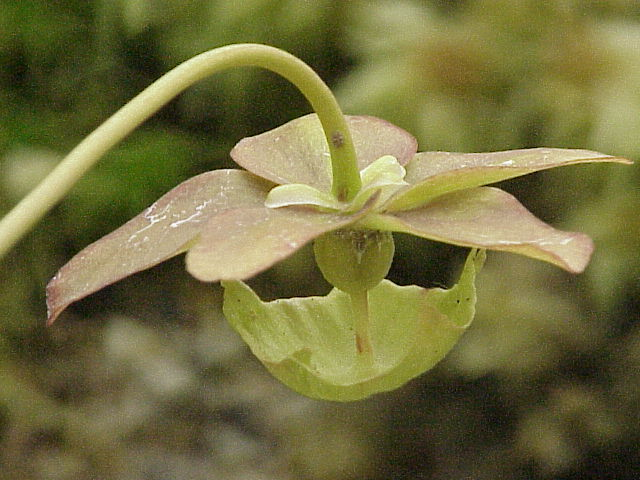
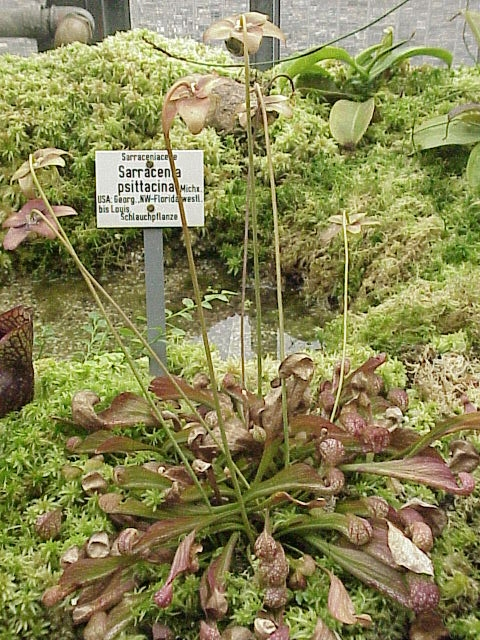
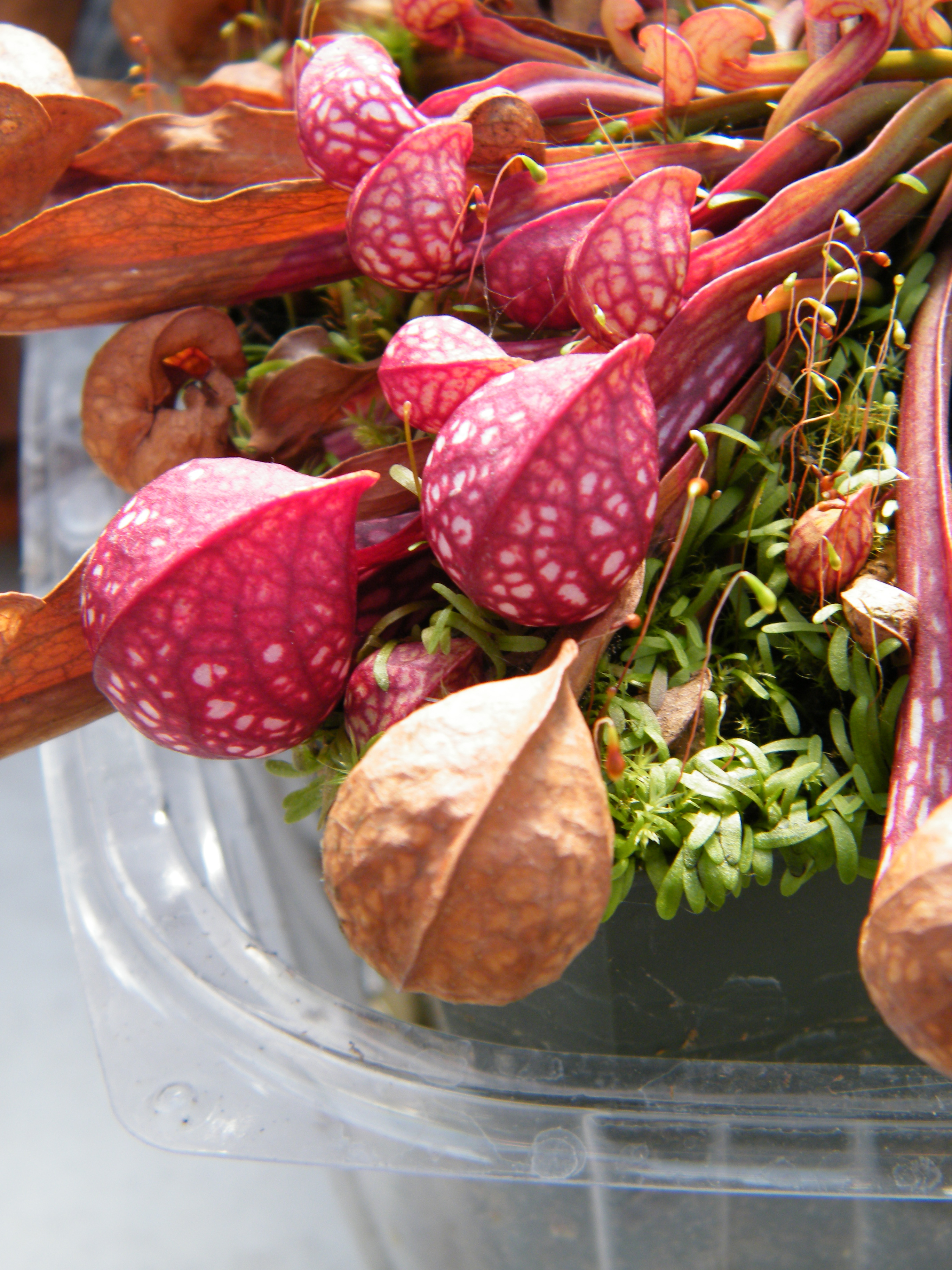
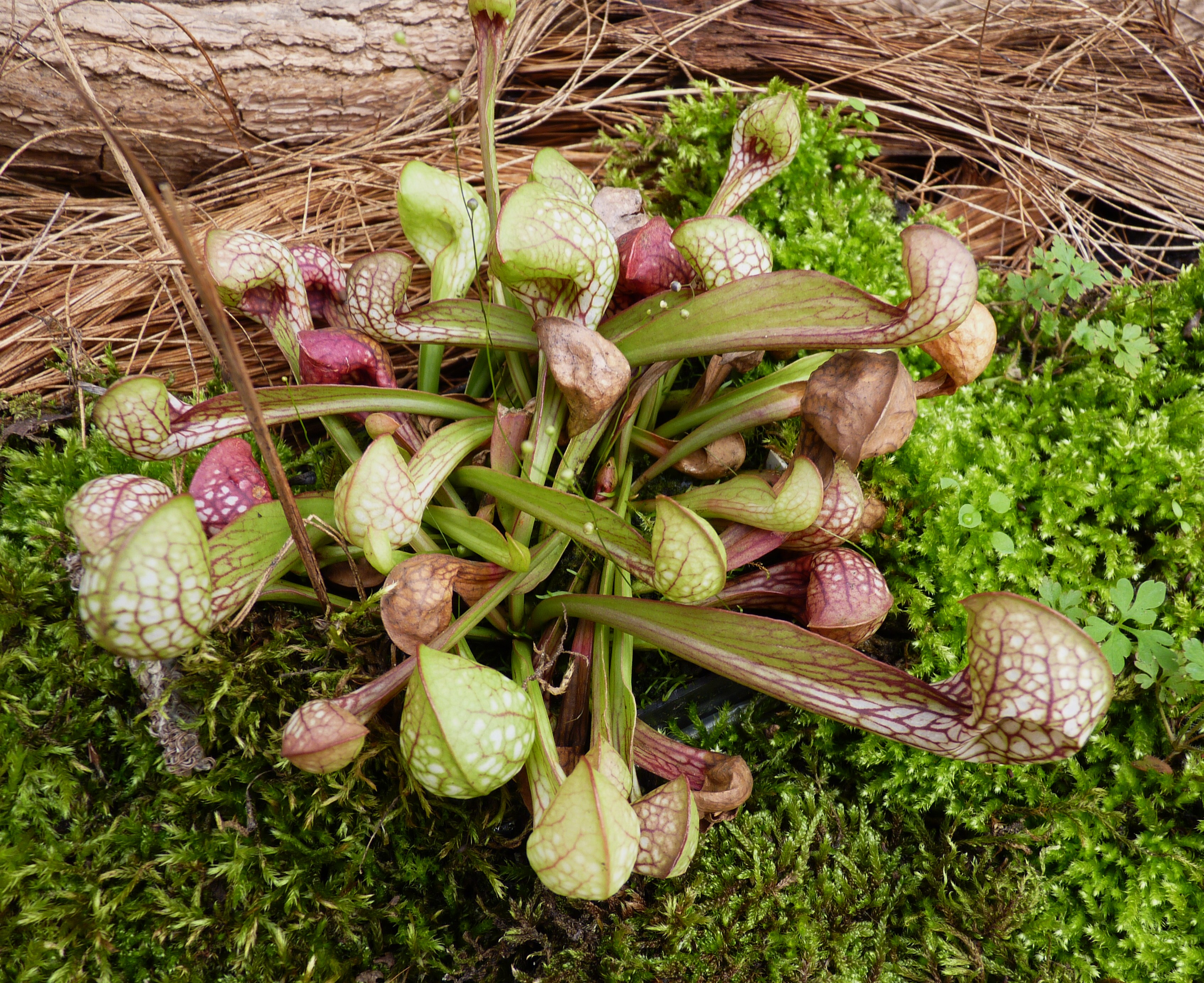
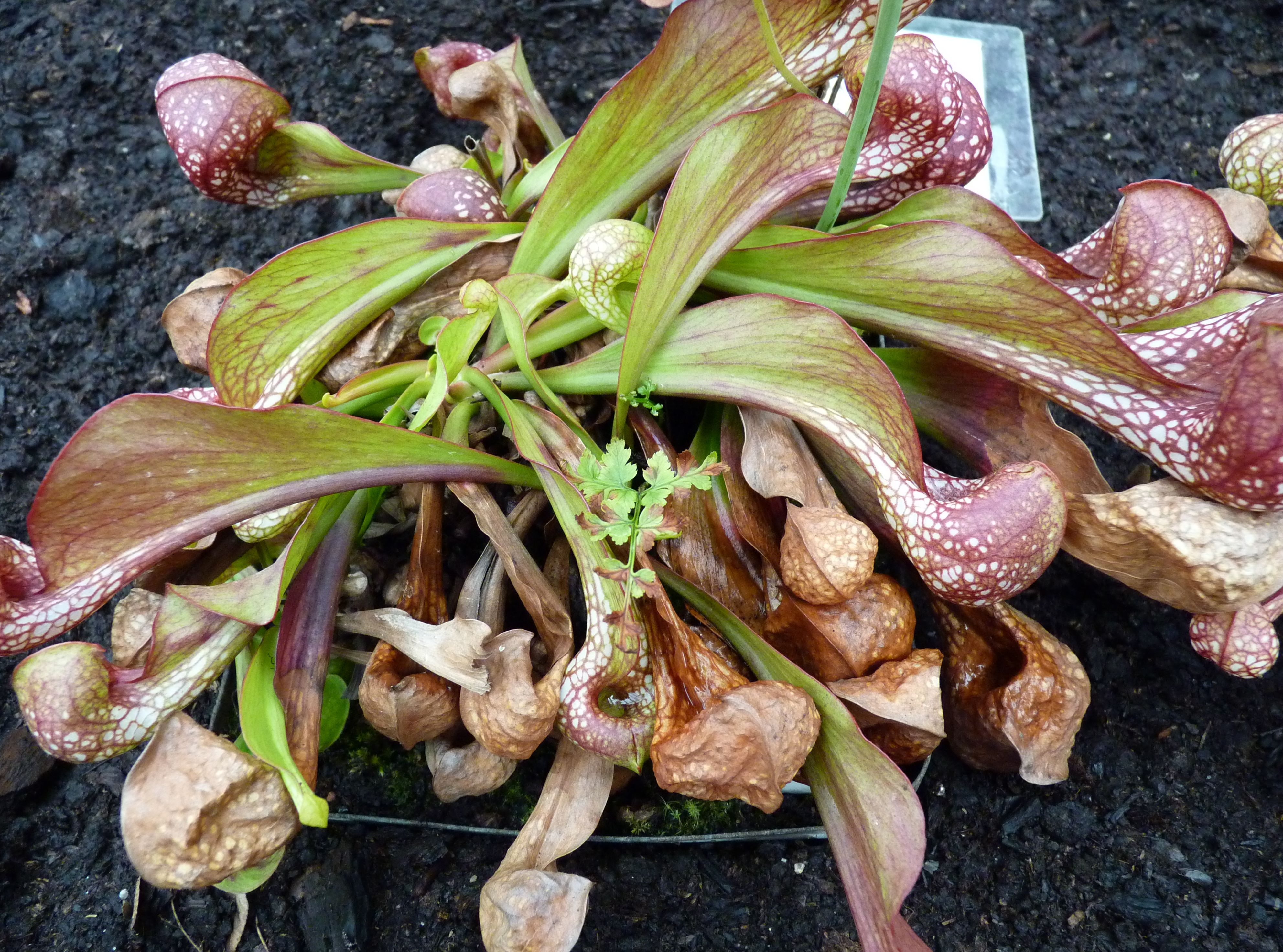